# Moda europeia do século XIV

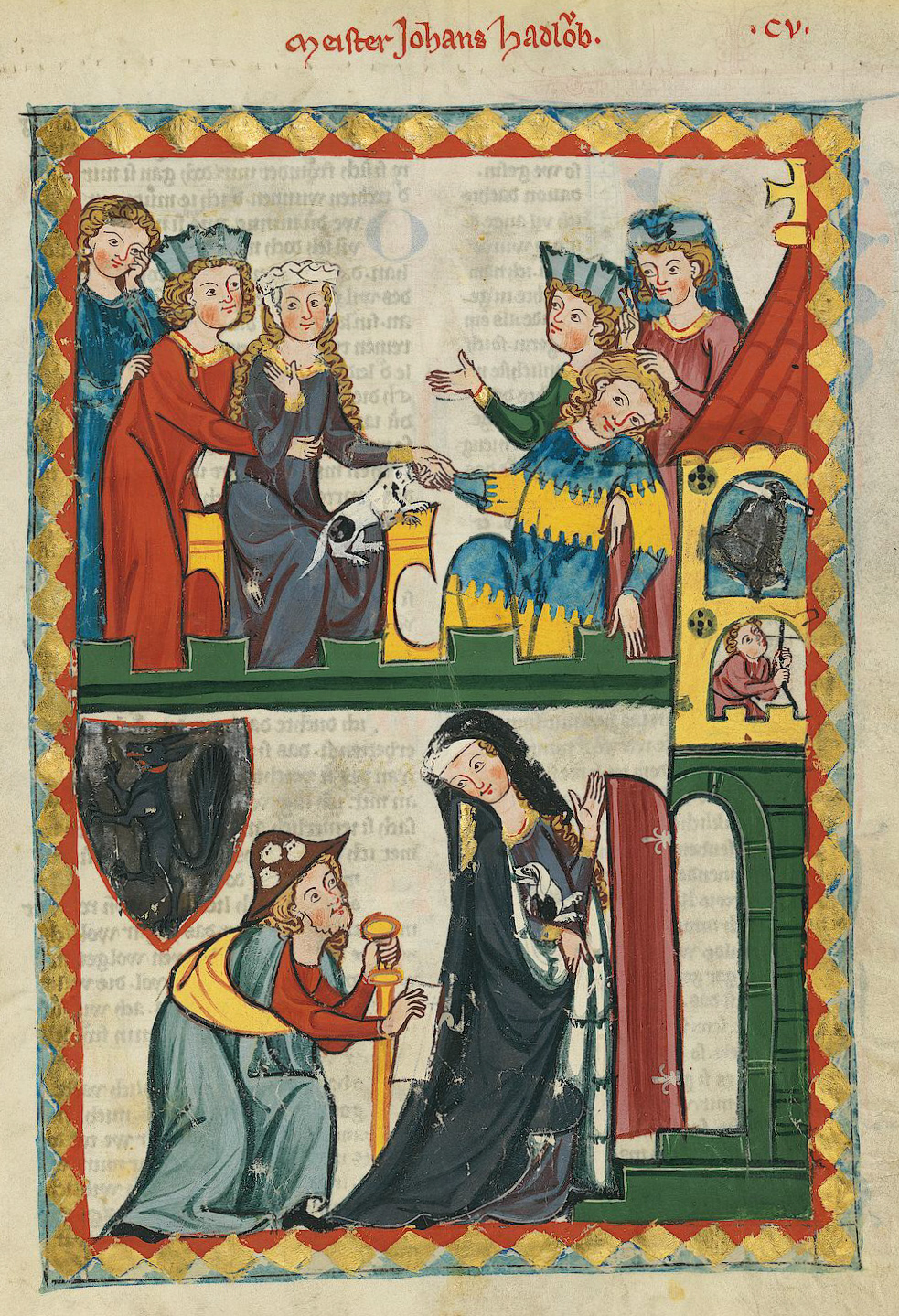
A roupa da primeira metade do século XIV é representado no Codex Manesse. No painel inferior, o homem está vestido como um peregrino no Caminho de santiago com o pessoal necessário, alforje, ou ombro-saco, e berbigão conchas em seu chapéu. A senhora veste um manto azul forrado em vair, ou esquilo, de peles.

A moda europeia no século XIV  foi marcada pelo início de um período de experimentação com  diferentes formas de roupas.  historiador de vestuário James Laver sugere que em meados do século XIV surgiu  de forma  reconhecível a  "moda" no vestuário, em que  Fernand Braudel concorda. As roupas drapeadas e costuras retas de séculos anteriores foram substituídas por costuras curvas é o início da alfaiataria, o que permitiu a roupa maior ajuste à forma humana. Além disso, o uso do laço e botões permitiu um ajuste mais confortável para o vestuário.